# Turinyphia yunohamensis
Turinyphia yunohamensis là một loài nhện trong họ Linyphiidae.
Loài này thuộc chi Turinyphia. Turinyphia yunohamensis được Friedrich Wilhelm Bösenberg & Embrik Strand miêu tả năm 1906.